# Synagoge (Rohožník)

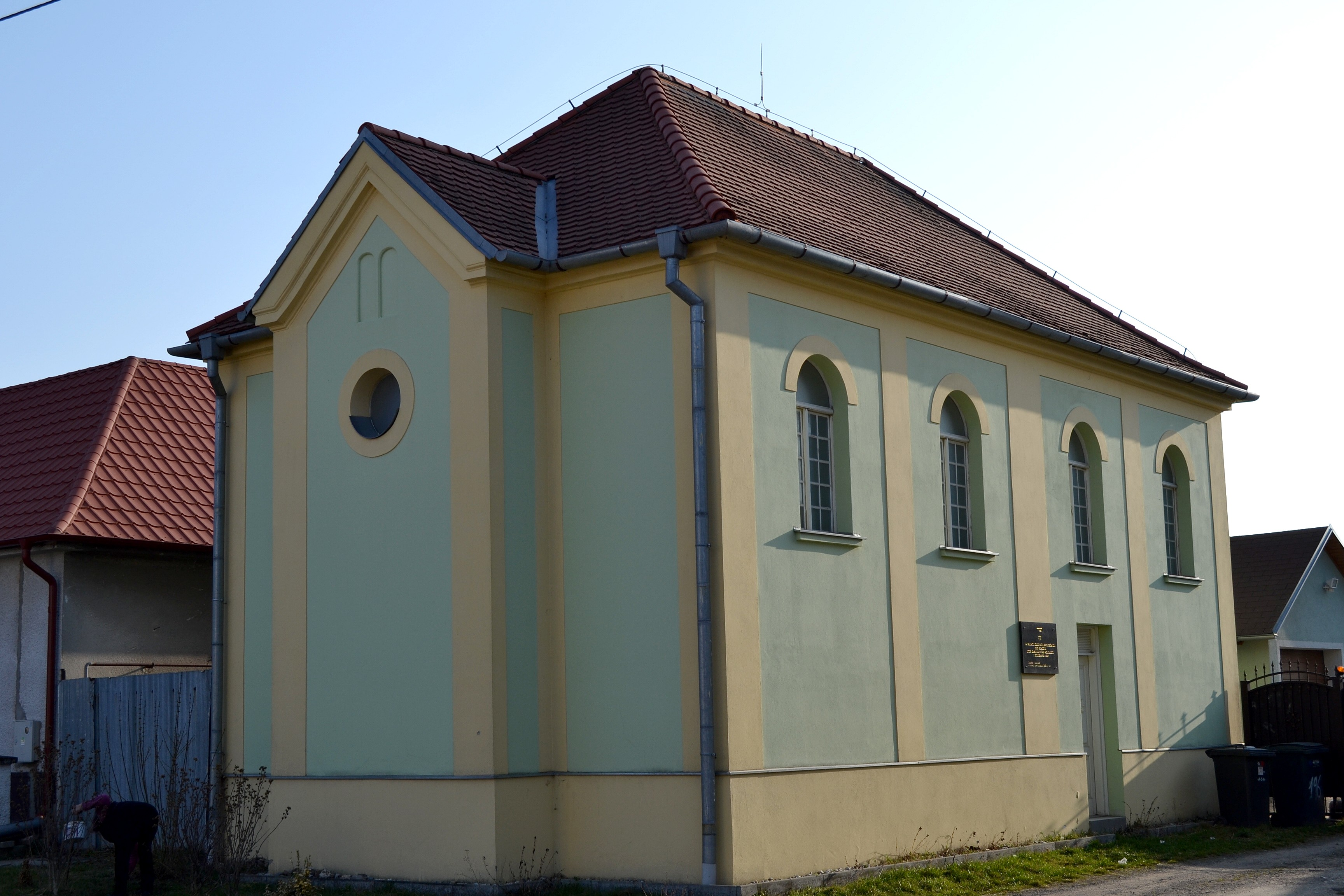
Synagoge in Rohožník

Die Synagoge in Rohožník, einer slowakischen Stadt im Bezirk Malacky, wurde im 19. Jahrhundert errichtet. Die profanierte Synagoge in der Pri-potoku-Straße 76 wird als Lager genutzt.